# Tsogt-Ovoo
Tsogt-Ovoo (mongoliska: Цогт-Овоо Сум, Цогт-Овоо, Tsogt-Ovoo Sum) är ett distrikt i Mongoliet.   Det ligger i provinsen Ömnögobi, i den centrala delen av landet, 400 km söder om huvudstaden Ulaanbaatar.